# Nettelhorsterbrug
De Nettelhorsterbrug is een brug in aanbouw bij de Nederlandse plaats Lochem. De brug gaat deel uitmaken van de N346, voert over het Twentekanaal en is vernoemd naar buurtschap Nettelhorst ten oosten van Lochem. De brug is onderdeel van de vernieuwing van de N346 in Lochem. Naast de Nettelhorsterbrug komt er ook nog een fietsers- en voetgangersbrug: de Ampsense Knoop.

## Inleiding
Vanaf 2021 waren er werkzaamheden in deze omgeving van het Twentekanaal. Er vond een algemene herinrichting plaats aan beide oevers van het kanaal, onder andere voor inrichting van een stadspark. Voor de aan te leggen nieuwe deel van de N346 kwamen de werkzaamheden neer op de bouw van een ca. 140 meter lange boogbrug voor motorverkeer, met een massa van 1.300 ton. De opening van de brug en provinciale weg werden verwacht in 2025. De brug werd gefabriceerd in door Aelterman in Gent en in delen verscheept naar Lochem. Op het bijbehorend werkterrein werden de delen in elkaar gezet, waarna in de zomer de brug middels invaart zou worden geplaatst. Dit is omdat de huidige infrastructuur rond het Twentekanaal niet geschikt is om een hele brugconstructie te verschepen op pontons. Het totale pakket werd ontworpen door Wurck uit Rotterdam.
De naam van de brug werd bepaald door een verkiezing.

## Ongeval
Tijdens de bouw van de brug viel op 21 februari 2024 een boog uit een takel op een bouwsteiger. Bij dit ongeval kwamen een Belgische en Poolse bouwvakker om het leven en twee anderen raakten gewond. Tijdens het inhijsen van een boog naar een andere plek, ging de boog bewegen, waarna deze neerstortte.